# Allée des Fortifications
Ne doit pas être confondu avec Route des Fortifications.
L'allée des Fortifications est une voie située dans le 16e arrondissement de Paris, en France.

## Situation et accès
L'allée des Fortifications commence porte d'Auteuil (au sud) et se termine porte de la Muette (au nord). Longeant le bois de Boulogne, notamment l'hippodrome d'Auteuil, elle est parallèle au boulevard Suchet, un des boulevards des Maréchaux.
Elle est desservie par la ligne 10 du métro à la station Porte d'Auteuil. Du sud au nord, plus éloignées, se trouvent également les stations Jasmin, Ranelagh et La Muette (ligne 9).

## Origine du nom et historique

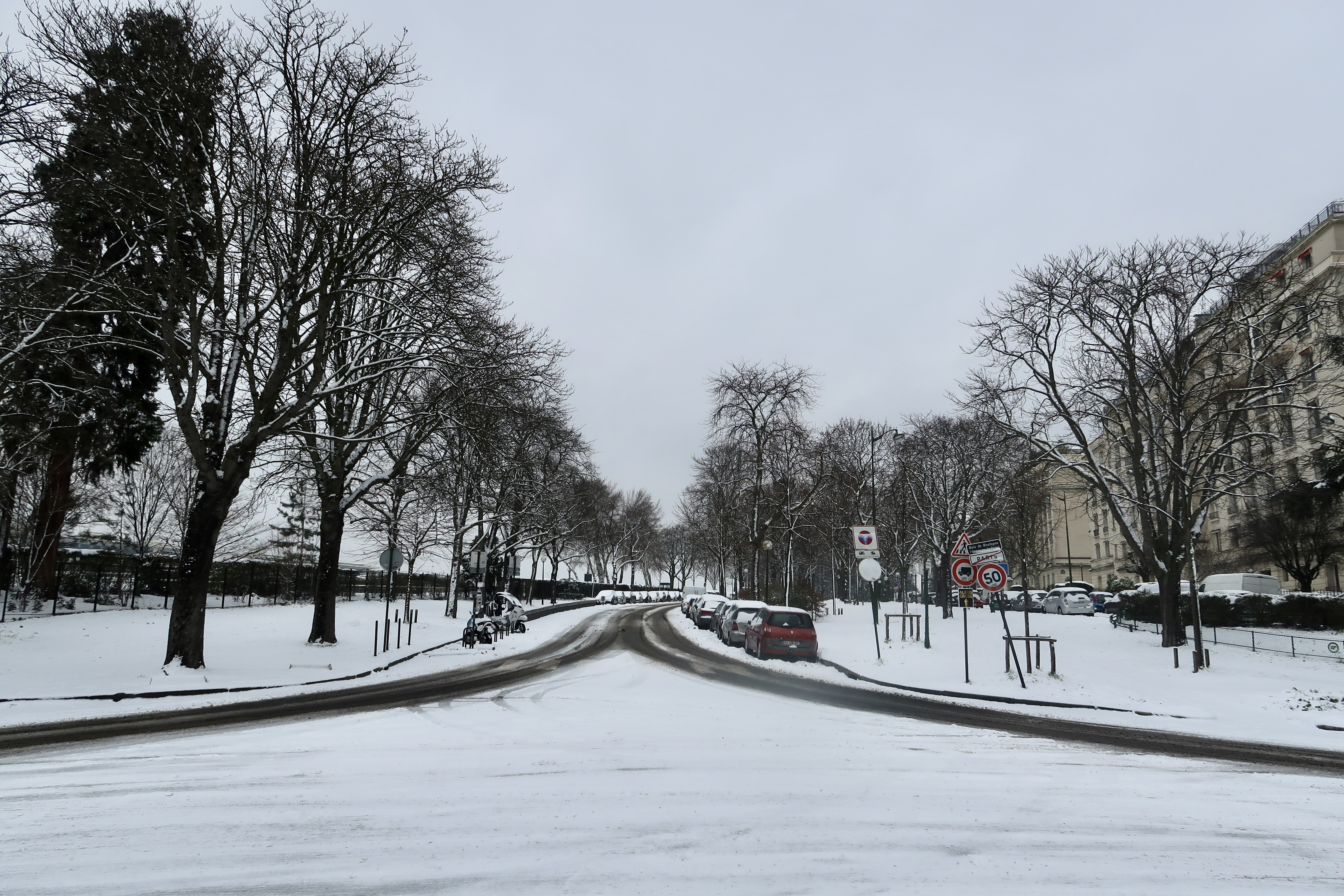
Sous la neige, en partant de la place de la Porte-d'Auteuil.

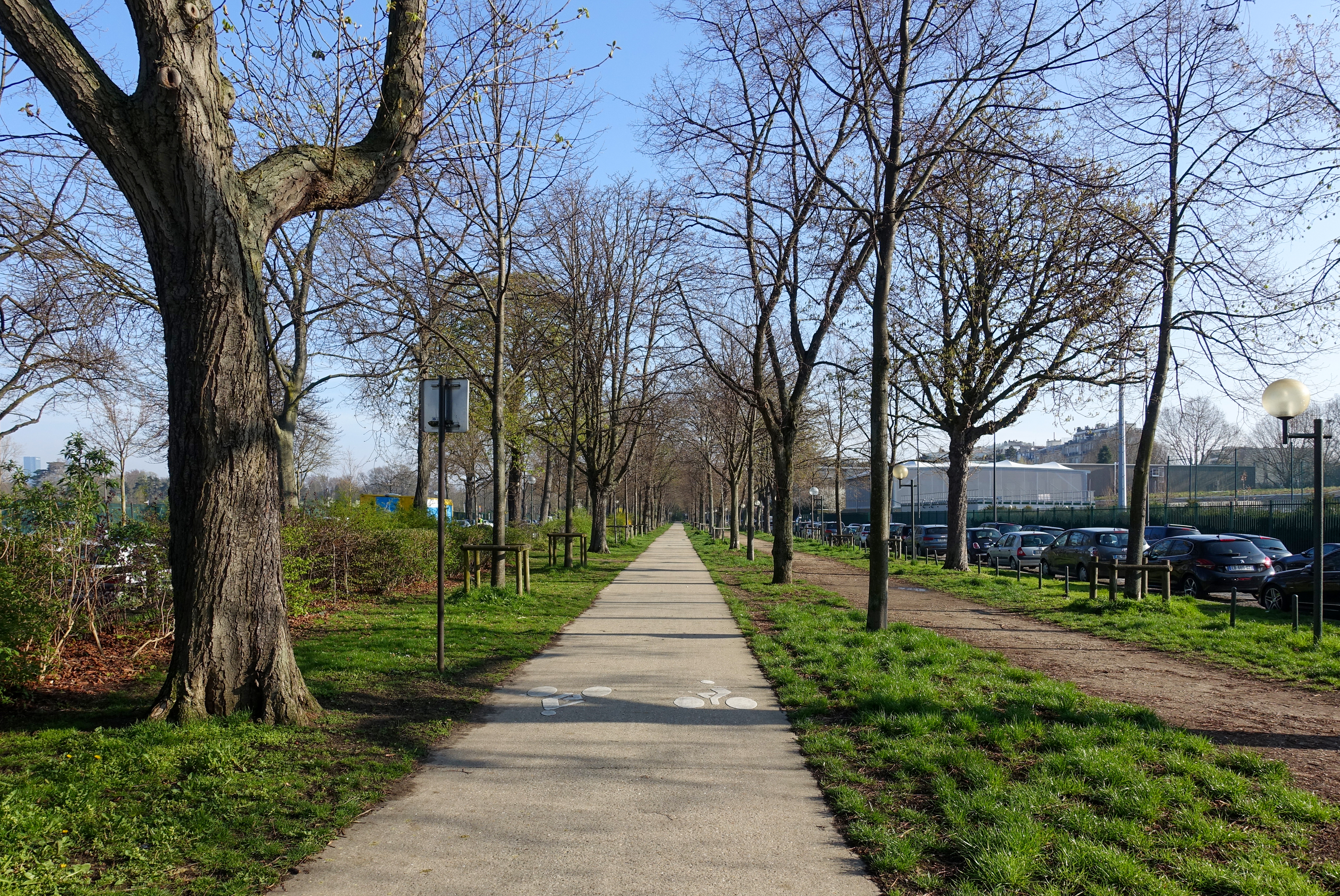
La promenade au niveau de l'avenue du Maréchal-Franchet-d'Espérey.

La voie doit son nom à sa présence sur le site de l'ancienne enceinte de Thiers, qui faisait partie des fortifications de Paris de la moitié du XIXe au début du XXe siècle. L'enceinte est détruite après la Première Guerre mondiale, cette voie est tracée et son pourtour oriental est loti par des bâtiments pendant l'entre-deux-guerres.
L'allée comprend côté ouest une voie routière, bordée d'une promenade arborée où est aménagée une piste cyclable. Côté est, elle longe plusieurs voies (du sud au nord l'avenue du Maréchal-Lyautey, l'avenue du Maréchal-Franchet-d'Espérey et l'avenue du Maréchal-Maunoury), loties seulement sur leur trottoir oriental, ces parcelles étant régulièrement séparées entre elles par des espaces verts (du sud au nord le square Alfred-Capus, le square Tolstoï, le square Henry-Bataille et le square des Écrivains-Combattants-Morts-pour-la-France).

## Bâtiments remarquables et lieux de mémoire
- L'allée longe l'hippodrome d'Auteuil.
- Le square de Passy est aménagé au croisement avec la route des Lacs-à-Passy.
- Les immeubles Walter se trouvent à proximité de l'allée, à l'extrême nord.